# Katharine Tynan
Katharine Tynan   (Dublín, 23 de gener de 1859 - Wimbledon, 2 d'abril de 1931) va ser una poetessa i escriptora irlandesa. Molt interessada en la mitologia celta, la seva obra reflecteix influències del catolicisme i el patriotisme irlandès.
Va néixer en una petita família agrícola a Clondalkin, al comtat de Dublín, i es va formar a St. Catherine's, una escola conventual a Drogheda. Va publicar un recull de poesies per primera vegada el 1878. Va exercir un paper important en els cercles literaris de Dublín, fins que es va casar i es va traslladar a Anglaterra, i posteriorment a Claremorris, al comtat de Mayo, on el seu marit fou magistrat entre 1914 i 1919.
Va publicar diversos volums autobiogràfics i un centenar de novel·les romàntiques, entre les quals The House in the Forest (‘La casa del bosc’, 1928), així com un recull poèticː Collected Poems (1930). Va tenir diversos fills, entre ells Pamela Hinkson (1900–1982), que també va ser escriptora.